# Ruissaaret (ö i Päijänne-Tavastland, Lahtis, lat 61,45, long 25,55)
Ruissaaret är en ö i Finland. Den ligger i sjön Päijänne och i kommunen Sysmä i den ekonomiska regionen  Lahtis ekonomiska region  och landskapet Päijänne-Tavastland, i den södra delen av landet, 150 km norr om huvudstaden Helsingfors. Öns area är 4,3 hektar och dess största längd är 320 meter i sydväst-nordöstlig riktning.  Notera att namnet antyder att det är fråga om flera öar.